# Dániel Antal
Dániel Antal (Brassó, 1908. október 12. – Sztálingrád, 1943) magyar közíró.

## Életútja
Középiskoláit Brassóban, jogot a kolozsvári egyetemen végezte. Brassóban volt ügyvédjelölt, ahonnan a második világháború elején bevonult katonának. Nicolae Iorga történészhez személyes ismeretség fűzte. A lugosi Magyar Kisebbségben közölt Visszapillantás a románok kisebbségi múltjára (1935) és A magyar liberalizmus és a nemzeti mozgalmak történetének közös útjai (1936) című tanulmányai különlenyomatban is megjelentek. Részt vett a vásárhelyi találkozó nevű antifasiszta irodalmi és művészeti csoportosulás szervezésében és vezetésében (1937).

## Lásd még
- Erdélyi Enciklopédia